# Edward Mitchell Bannister

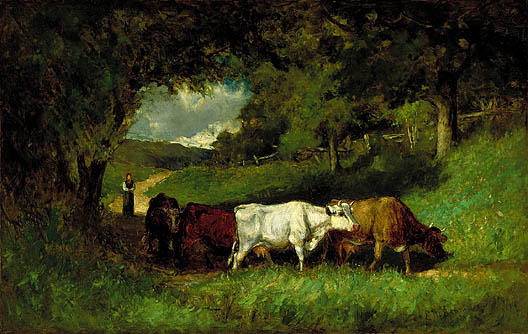
Driving Home the Cows, 1881, Smithsonian American Art Museum

Edward Mitchell Bannister (* 1828 in St. Andrews, New Brunswick, Kanada; † 9. Januar 1901 in Providence, Rhode Island, USA) war ein afroamerikanischer Maler, dessen Tonalismus und vornehmlich pastorale Themen viel seiner Bewunderung für Millet und der französischen Schule von Barbizon verdanken. 
In den späten 1840er Jahren zog Bannister nach New England, wo er für den Rest seines Lebens blieb. Während Bannister in der künstlerischen Gemeinschaft seiner angenommenen Heimat Providence gut bekannt war und in der weiteren Ostküsten-Kunstwelt bewundert wurde (er gewann eine Bronze-Medaille für sein großes Ölgemälde „Under the Oaks“ auf der 1876er Philadelphia Centennial), wurde er für fast ein Jahrhundert größtenteils vergessen, was eine Reihe von Gründen, vor allem aber rassische, hatte. 
Mit dem Aufkommen der afroamerikanischen Bürgerrechtsbewegung in den 1970er Jahren wurde sein Werk wieder gefeiert und gesammelt. 1978 widmete das Rhode Island College seine Kunstgalerie in Bannisters Namen mit der Ausstellung „Four From Providence ~ Alston, Bannister, Jennings & Prophet“. Dieses Ereignis wurde von zahlreichen wichtigen politischen Figuren der Zeit besucht und kommentiert und unterstützt vom Rhode Island Committee for Humanities und der Rhode Island Historical Society. Veranstaltungen wie diese, über die ganze kulturelle Landschaft, stellen sicher, dass sein Leben und Werk nicht wieder vergessen werden.
Obwohl er in erster Linie für seine idealisierte Landschaftsmalerei und Seestücke bekannt ist, malte er auch Porträts, biblische und mythologische Szenen und Genre-Szenen. Er war ein intellektueller Autodidakt, sein Literaturgeschmack war typisch für einen ausgebildeten viktorianischen Maler, wie Spenser, Vergil, Ruskin und Tennyson, von deren Werken viel seiner Ikonographie abgeleitet ist.
Bannister starb bei einem Gebetstreffen in seiner Kirche. Er ist auf dem North Burial Ground in Providence begraben.

## Wichtige Werke
- The Newsboy [Boston Newsboy] [Newspaper Boy] (1869; Öl; 30 1/8 × 25 Zoll; NMAA, Washington D.C.)
- Sabin Point, Narragansett Bay (1885; Öl auf Leinwand; Gardner House, Providence, Rhode Island)
- Palmer River (1885; Öl auf Leinwand; Private Sammlung)

## Bibliographie
- Anne Louise Avery, The Veiled Landscape: Space and Place in the Art and Life of Edward Mitchell Bannister [Unpublizierte Dissertationsschrift, 2007]
- Romare Bearden and Harry Henderson, A History of African American Artists from 1792 to the Present, (Pantheon, 1993, ISBN 0-394-57016-2).
- Juanita Marie Holland and Corrine Jennings, Edward Mitchell Bannister [Ausstellungskatalog] (New York: Kenkeleba House, 1992, ISBN 0-8109-6811-8)